# (6427) 1995 FY
(6427) 1995 FY est un astéroïde de la ceinture principale découvert en 1995.

## Description
(6427) 1995 FY a été découvert le 28 mars 1995 à Kushiro (Japon) par S. Ueda et H. Kaneda.

### Caractéristiques orbitales
L'orbite de cet astéroïde est caractérisée par un demi-grand axe de 2,26 UA, un périhélie de 1,97 UA, une excentricité de 0,13 et une inclinaison de 4,68° par rapport à l'écliptique. Du fait de ces caractéristiques, à savoir un demi-grand axe compris entre 2 et 3,2 UA et un périhélie supérieur à 1,666 UA, il est classé, selon la JPL Small-Body Database, comme objet de la ceinture principale.

### Caractéristiques physiques
(6427) 1995 FY a une magnitude absolue (H) de 13,5 et un albédo estimé à 0,195.